# 0 responsables
0 responsables és una sèrie documental web sobre l'accident de metro a València del 2006 format per 6 episodis. Va ser produïda el 2013 per Barret Films junt a l'Associació de Víctimes del Metro 3 de Juliol i comptà amb el suport de la Fundació Valencianista i Demòcrata Josep Lluis Blasco. La part web va ser coordinada per Alex Badía. Es complementa amb el documental La estrategia del silencio (2017) de Vicent Peris.
El finançament rebut per la Fundació Valencianista i Demòcrata Josep Lluis Blasco va ser de 14.000 euros.
El programa Salvados va parlar del documental, cosa que el va fer molt famós. La conseqüència entre la fama aconseguida pel programa Salvados i el propi documental va ser la reapertura de la investigació al voltant dels fets de l'accident.

## Contingut i interacció
És un documental que pretén fer reflexionar sobre l'accident de metro ocorregut a València el 2006. Així, denúncia les irregularitats en la investigació dels fets.
La web demana a l'espectador que es concentre físicament a la plaça per a demanar justícia. També permet que participe en el documental mitjançant l'aportació d'informació per a la recerca.
Consisteix en vídeos, imatges estàtiques i textos. L'usuari navega lliurement per l'estructura del documental sense que se li permeta modificar l'estructura del documental. La participació del relat es pot fer de dos maneres fonamentals: aportar documents, vídeos o comentaris i difondre un missatge mitjançant Twitter amb l'etiqueta #0responsables o assistir virtual a l'àgora virtual i acudir a les concentracions físiques fetes a la Plaça de la Verge de València.